# Colmadona fenestrata
Colmadona fenestrata är en insektsart som först beskrevs av Carl Peter Thunberg 1822.  Colmadona fenestrata ingår i släktet Colmadona och familjen Nogodinidae. Inga underarter finns listade i Catalogue of Life.